# Phaenocarpa drosophilae
Phaenocarpa drosophilae är en stekelart som beskrevs av Fischer 1975. Phaenocarpa drosophilae ingår i släktet Phaenocarpa och familjen bracksteklar. Inga underarter finns listade i Catalogue of Life.